# A seregély
A seregély (eredeti cím: The Starling) 2021-ben bemutatott amerikai filmdráma, amelyet Theodore Melfi rendezett és Matt Harris írt. A szerepeket Melissa McCarthy, Chris O’Dowd, Timothy Olyphant, Daveed Diggs, Skyler Gisondo, Laura Harrier, Rosalind Chao, Loretta Devine és Kevin Kline alakítja.
Világpremierje a 2021-es Torontói Nemzetközi Filmfesztiválon volt 2021. szeptember 12-én. Korlátozott kiadásban 2021. szeptember 17-én jelent meg, mielőtt 2021. szeptember 24-én a Netflix streamingre került volna. Általánosságban kedvezőtlen kritikákat kapott az értékelőktől és a közönségtől.

## Rövid történet
Egy gyászoló nő megpróbál elűzni egy harcias seregélyt a kertjéből. Erőfeszítésein keresztül újra felfedezi élni akarását és szeretetre való képességét.

## Cselekmény
A Maynard házaspár a kislányuk hirtelen csecsemőhalál szindrómában bekövetkezett halála után kettészakad. A férj, Jack (Chris O’Dowd) egy bentlakásos elmegyógyintézetbe kéreti magát, mert az addigi „hétköznapi, normális” életét képtelen tovább folytatni (kisgyermekeket tanított egy iskolában). Már egy éve bent él, és nem nagyon akar hazatérni. Felesége, Lilly (Melissa McCarthy) rendesen bejár dolgozni az áruházba, ahol árufeltöltőként dolgozik, de mintha állandóan máshol járnának a gondolatai, sokszor azt sem tudja, hogy éppen mit csinál. Egyszer például minden árura 5 centes árcédulát ragaszt, ezért a vásárlók mindent összevásárolnak. A főnöke ezek miatt többször figyelmezteti és ilyenkor hazaküldi pihenni.
Lilly megpróbálja összeszedni magát, hogy Jack visszatérjen az intézetből.
Mintha Lilly gondjai nem lennének elég rosszak, egy seregély a kertjében lévő fán ver fészket, majd a területét védve zaklatni és támadni kezdi a nőt, akinek a fején vérző nyomokat hagynak a támadások. Hiába szerez be speciális mérget a madár ellen, egy másik madár eszik belőle és az múlik ki. Majd egy műanyag baglyot vesz az eladó tanácsára, de az nem válik be riasztónak a madár ellen. Végül kénytelen egy használt amerikai futball sisakot szerezni valahonnan, és mindig azt hordja, ha kimegy a kertbe. A madár olyan lendülettel repül neki, ami felborítja a nőt, de legalább nem okoz vérző sérülést.
Lilly minden héten egy órát vezet, hogy meglátogassa Jacket, aki azon töpreng, vajon tényleg haza akar-e menni, és milyen lenne az élet, ha hazajönne. Jack jól érzi magát „bent”, nem igazán akar hazamenni, a gyógyszereit sohasem veszi be, hanem a szekrényében gyűjtögeti. Még azt a csemegét sem eszi meg, amit Lilly minden héten bevisz neki, mert tudja, hogy Jack szereti. Egyik alkalommal Jack azt mondja Lilly-nek, hogy ne jöjjön, mert nem akarja látni. Lilly ettől kiborul.
Mivel Lilly nem foglalkozik a személyes gyásza feldolgozásával, egy tanácsadó Jack intézetében azt javasolja Lillynek, hogy keressen fel valakit a saját mentális egészsége érdekében, mielőtt Jack hazatérése szóba kerülne. Megadja egy orvos nevét, aki azelőtt az intézetben volt jó hírű pszichiáter.
Lilly megkeresi az orvost, dr. Larry Fine-t (Kevin Kline), aki azonban azóta állatorvos lett. Ettől függetlenül rendszeresen beszélgetnek egy sort. Különleges és valószínűtlen kötelék alakul ki közöttük, miközben tanácsokkal segítenek egymásnak felismerni és szembenézni a problémáikkal.
Lilly első intézkedésként kiviszi az út mellé a meghalt gyermeke ruháit és egyéb holmiját, még az abban a szobában lévő összes bútort is, hogy semmi ne emlékeztessen rá. Egy fiatal pár arra megy egy kisteherautóval, és Lilly odaadja nekik az összes holmit, cserébe egy bőrfotelért, miközben látja, hogy a pár hölgy tagja állapotos.
Lilly egyszer meginvitálja fiatal kollégáját a kertjébe, hogy a saját szemével lássa az agresszív seregélyt, ami ezúttal mindkettejüket megtámadja. Lilly felkap egy kavicsot és hihetetlen mázlival eltalálja a seregélyt és az élettelenül lezuhan a porba. Lilly pánikba esik és beszállítja a seregélyt az állatorvoshoz. A madár életben van, de gondos ápolást és felügyeletet igényel, kétóránként a csőrébe kell cseppenteni pár csepp gyógyszert. Lilly gondosan ápolja a madarat, ami nemsokára jobban lesz, ezért Lilly leveszi róla a kötést és a szabadban a madár elrepül. Nem sokkal később újra kezdi a támadó repüléseket Lilly ellen.
Jack végül hazatér, és Lillyvel közösen néznek szembe az élet nehézségeivel, elsősorban a seregély támadásaival.

## Szereplők
(A szereposztás mellett a magyar hangok feltüntetve)
- Melissa McCarthy – Lilly Maynard – Braun Rita
- Chris O’Dowd – Jack Maynard – Fesztbaum Béla
- Kevin Kline – Dr. Larry Fine, volt pszichiáter, állatorvos – Hirtling István
- Timothy Olyphant – Travis Delp – Rajkai Zoltán
- Daveed Diggs – Ben – Horváth Gergely
- Skyler Gisondo – Dickie – Baráth István
- Loretta Devine – Velma – Kocsis Mariann
- Laura Harrier – Sherri –
- Rosalind Chao – Fawn – Ősi Ildikó
- Kimberly Quinn – Regina – Pálfi Kata
- Emily Tremaine – Alice –
- Scott MacArthur – Ralph, kamionos – Király Adrián
- Elisabeth Rohm – Nancy Rothwelder –
- Veronica Falcón – Rosario Alvarez –
- Brock Brenner – Dillon –
- Edi Patterson – Margie –
- Carla Gallo – Dr. Wilson –
- Dan Bakkedahl – Chuck –
- Don McManus – Big Daddy –

## A film készítése
A Matt Harris által írt Seregély 2005-ben szerepelt a legkedveltebb nem gyártott forgatókönyvek „fekete listáján”. 2017 márciusában jelentették be, hogy Dome Karukoski vállalta a film rendezését, Keanu Reeves és Isla Fisher végső tárgyalások folyamatában voltak a főszereplésről.
2019 júniusában jelentették be, hogy Melissa McCarthy és Chris O’Dowd lesz a film főszereplője, a rendező pedig Theodore Melfi. Ők hárman korábban már dolgoztak együtt a St. Vincent (2014) című filmben. 2019 augusztusában Kevin Kline, Timothy Olyphant, Daveed Diggs, Skyler Gisondo, Loretta Devine, Laura Harrier, Rosalind Chao és Kimberly Quinn csatlakozott a film szereplőgárdájához.
A forgatás 2019. augusztus 2-án kezdődött, és 2019. szeptember 19-én fejeződött be. A felvételek New York államban zajlottak.

## Bemutató
2020 áprilisában a Netflix 20 millió dollárért megvásárolta a film forgalmazási jogait. Világpremierje 2021. szeptember 12-én volt a Torontói Nemzetközi Filmfesztiválon, majd 2021. szeptember 17-én korlátozott számban kerül bemutatásra az Amerikai Egyesült Államokban, mielőtt 2021. szeptember 24-én a Netflix streamingre kerül volna.

## Fordítás
- Ez a szócikk részben vagy egészben  a   The Starling című angol Wikipédia-szócikk fordításán alapul.  Az eredeti cikk szerkesztőit annak laptörténete sorolja fel. Ez a jelzés csupán a megfogalmazás eredetét és a szerzői jogokat jelzi, nem szolgál a cikkben szereplő információk forrásmegjelöléseként.